# ハム・ソンミン
ハム・ソンミン（朝: 함성민、1998年3月14日-)は、韓国の俳優である。

## 俳優活動
子役時代の2008年にデビューし、2024年現在は16年目となる。主に端役や助演として出演していたが、2022年のNetflix作品、「今、私たちの学校は…」のハン・ギョンス役によって認知度を高める結果となった。